# Laudun-l'Ardoise
Pour les articles homonymes, voir Laudun (homonymie) et L'Ardoise (homonymie).
Laudun-l'Ardoise est une commune française située dans le nord-est du département du Gard, en région Occitanie.
Exposée à un climat méditerranéen, elle est drainée par la Cèze, le Rhône, la Tave, le Nizon, le ruisseau de Remoneyret et par divers autres petits cours d'eau. La commune possède un patrimoine naturel remarquable : deux sites Natura 2000 (« la Cèze et ses gorges » et « le Rhône aval ») et quatre zones naturelles d'intérêt écologique, faunistique et floristique.
Laudun-l'Ardoise est une commune urbaine qui compte 6 673 habitants en 2022, après avoir connu une forte hausse de la population depuis 1962. Elle est dans l'agglomération de Bagnols-sur-Cèze et fait partie de l'aire d'attraction de Bagnols-sur-Cèze. Ses habitants sont appelés les Laudunois ou  Laudunoises.
Le patrimoine architectural de la commune comprend un immeuble protégé au titre des monuments historiques : le château de Lascours, classé en 1980 puis inscrit en 2008.

## Géographie

### Localisation
La commune, qui atteint les bords du Rhône (à L'Ardoise), s'étale jusqu'au plateau du Camp de César, qui donne vue sur les deux villages de Laudun et de L'Ardoise, ainsi que sur le Rhône et plus loin encore, sur le mont Ventoux.
Bagnols-sur-Cèze est à 8 km, Roquemaure à 12 km et Orange à 22 km.
| Bagnols-sur-Cèze              | Orsan                                           | Codolet                             |
| Tresques                      | Laudun-l'Ardoise                                | Caderousse (Vaucluse)               |
| Connaux, Saint-Paul-les-Fonts | Saint-Victor-la-Coste, Saint-Laurent-des-Arbres | Saint-Geniès-de-Comolas, Montfaucon |

### Climat
Pour des articles plus généraux, voir Climat de l'Occitanie et Climat du Gard.
En 2010, le climat de la commune est de type climat méditerranéen franc, selon une étude s'appuyant sur une série de données couvrant la période 1971-2000. En 2020, Météo-France publie une typologie des climats de la France métropolitaine dans laquelle la commune est exposée à un climat méditerranéen et est dans la région climatique Provence, Languedoc-Roussillon, caractérisée par une pluviométrie faible en été, un très bon ensoleillement (2 600 h/an), un été chaud (21,5 °C), un air très sec en été, sec en toutes saisons, des vents forts (fréquence de 40 à 50 % de vents > 5 m/s) et peu de brouillards.
Pour la période 1971-2000, la température annuelle moyenne est de 13,4 °C, avec une amplitude thermique annuelle de 17,6 °C. Le cumul annuel moyen de précipitations est de 771 mm, avec 6 jours de précipitations en janvier et 3 jours en juillet. Pour la période 1991-2020, la température moyenne annuelle observée sur la station météorologique la plus proche, située sur la commune de Chusclan à 5 km à vol d'oiseau, est de 15,3 °C et le cumul annuel moyen de précipitations est de 750,2 mm,. Pour l'avenir, les paramètres climatiques de la commune estimés pour 2050 selon différents scénarios d'émission de gaz à effet de serre sont consultables sur un site dédié publié par Météo-France en novembre 2022.

### Voies de communication et transports

#### Axes ferroviaires
Une ancienne gare existe sur la commune dans la zone de l'Ardoise, elle est actuellement fermée 

### Milieux naturels et biodiversité

#### Réseau Natura 2000

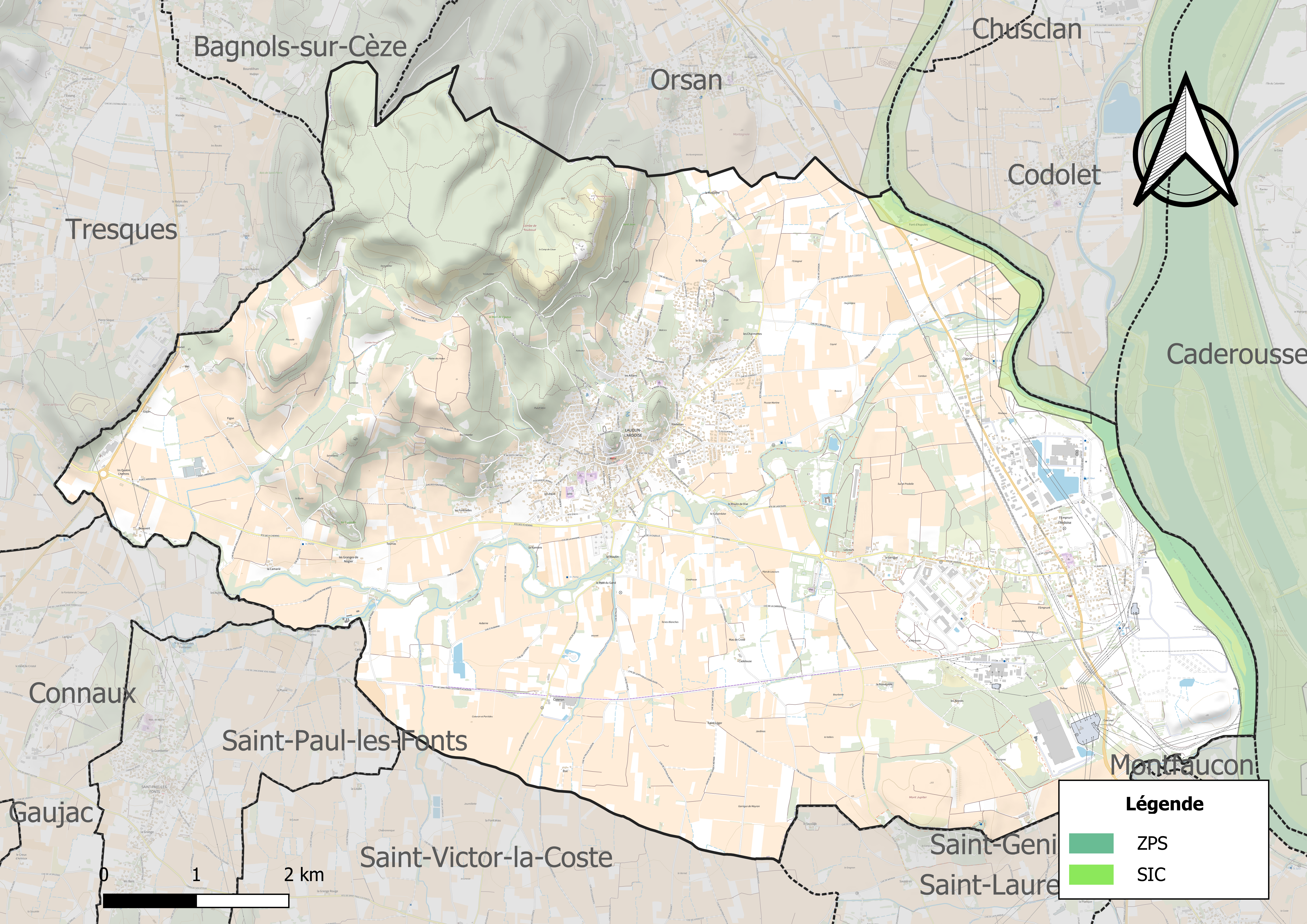
Sites Natura 2000 sur le territoire communal.

Le réseau Natura 2000 est un réseau écologique européen de sites naturels d'intérêt écologique élaboré à partir des directives habitats et oiseaux, constitué de zones spéciales de conservation (ZSC) et de zones de protection spéciale (ZPS).
Deux sites Natura 2000 ont été définis sur la commune au titre de la directive habitats :
- « le Rhône aval », d'une superficie de 12 579 ha[9] ;
- « la Cèze et ses gorges », d'une superficie de 3 550 ha, un territoire dont les principaux habitats naturels sont des formations méditerranéennes (Asplenion, Quercion ilicis) dans les gorges, avec notamment des descentes remarquables d'espèces montagnardes[10].

#### Zones naturelles d'intérêt écologique, faunistique et floristique
L’inventaire des zones naturelles d'intérêt écologique, faunistique et floristique (ZNIEFF) a pour objectif de réaliser une couverture des zones les plus intéressantes sur le plan écologique, essentiellement dans la perspective d’améliorer la connaissance du patrimoine naturel national et de fournir aux différents décideurs un outil d’aide à la prise en compte de l’environnement dans l’aménagement du territoire.
Une ZNIEFF de type 1 est recensée sur la commune :
la « plaine viticole de Laudun » (634 ha), couvrant 3 communes du département et trois ZNIEFF de type 2, : 
- « le Rhône » (3 202 ha), couvrant 27 communes dont 2 dans l'Ardèche, 1 dans les Bouches-du-Rhône, 12 dans le Gard et 12 dans le Vaucluse[13] ;
- « le Rhône et ses canaux » (3 879 ha), couvrant 15 communes du département[14] ;
- la « vallée aval de la Cèze » (532 ha), couvrant 14 communes du département[15].

Carte des ZNIEFF de type 1 et 2 à Laudun-l'Ardoise.
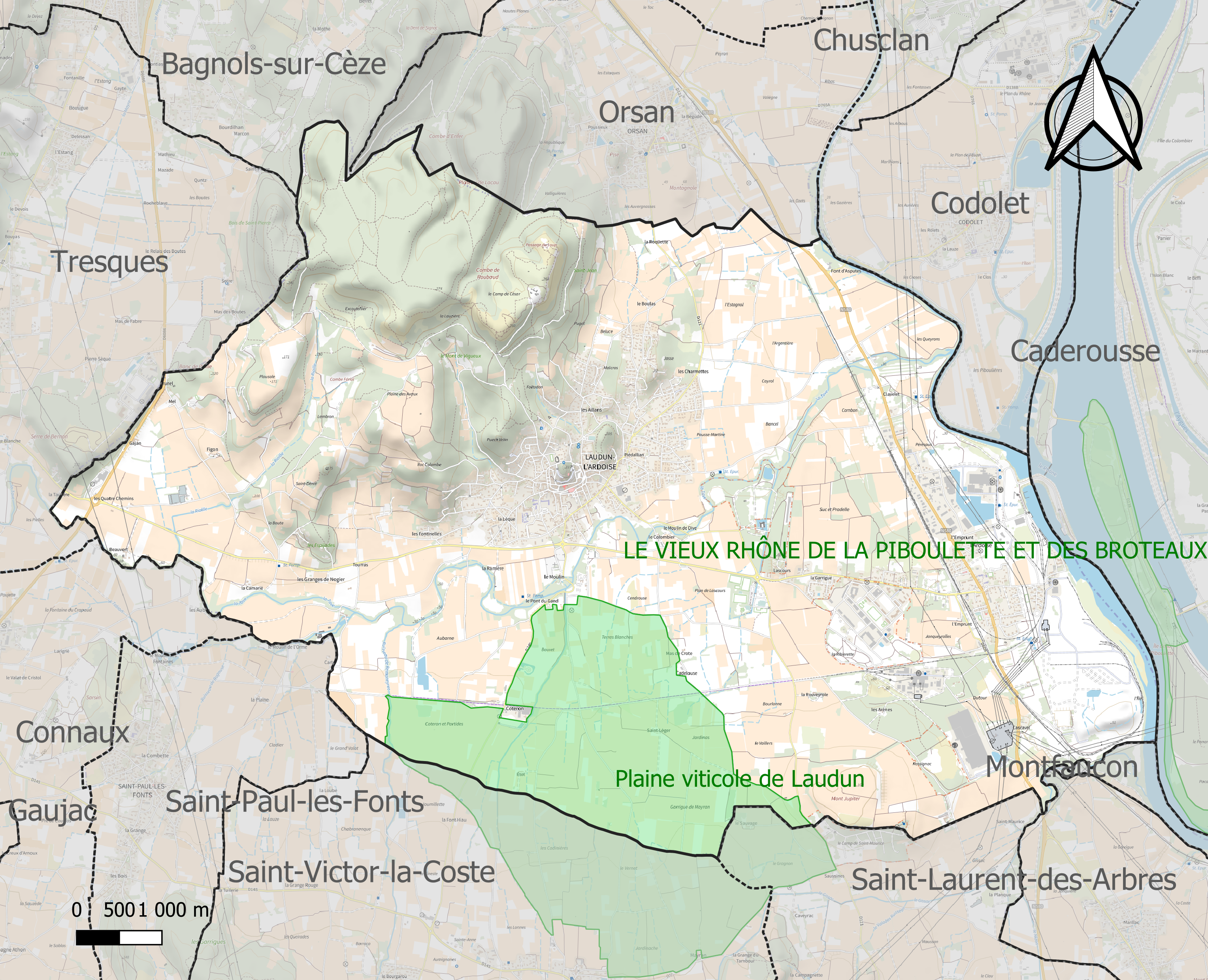
Carte de la ZNIEFF de type 1 sur la commune.
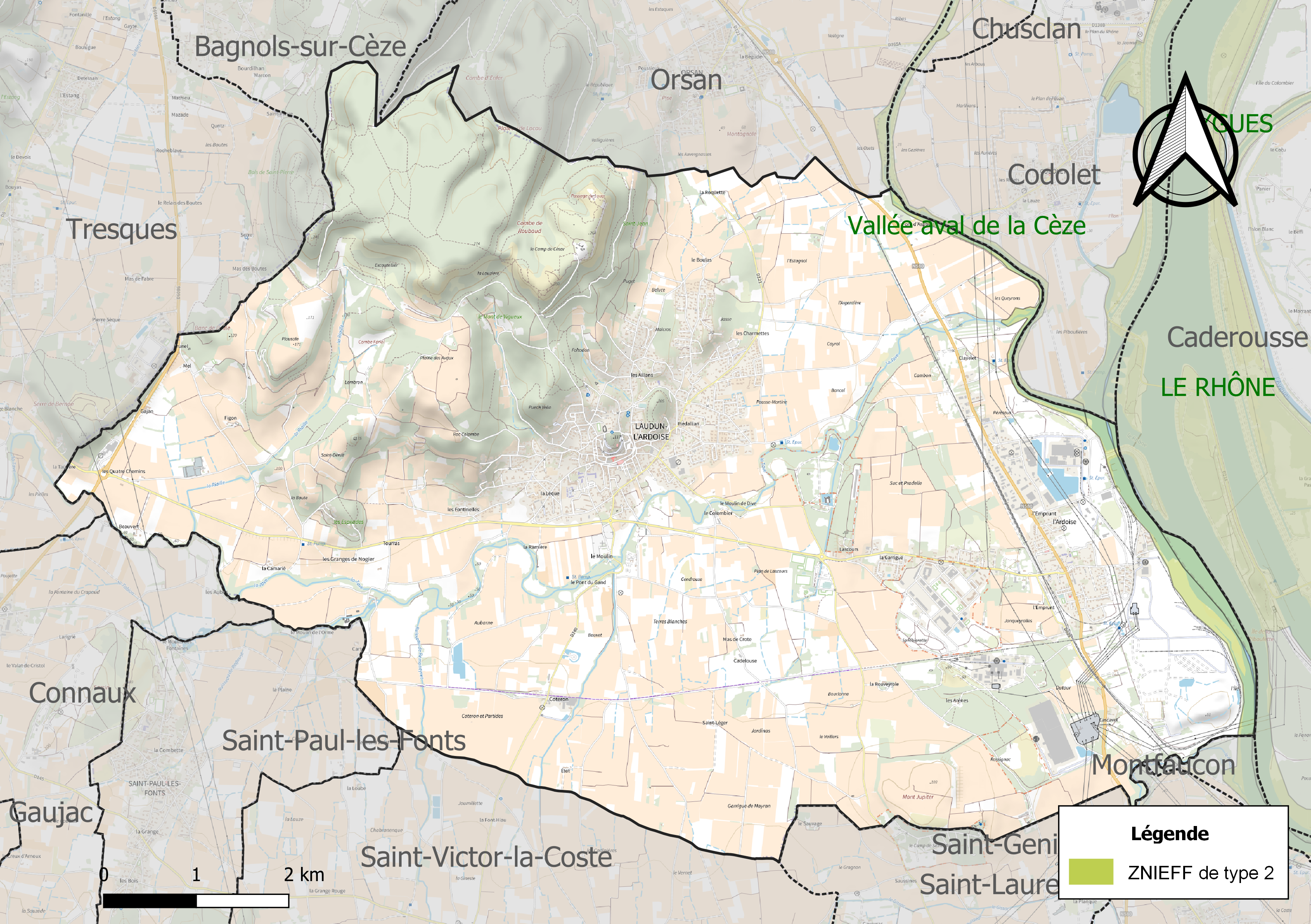
Carte des ZNIEFF de type 2 sur la commune.

## Urbanisme

### Typologie
Au 1er janvier 2024, Laudun-l'Ardoise est catégorisée petite ville, selon la nouvelle grille communale de densité à sept niveaux définie par l'Insee en 2022.
Elle appartient à l'unité urbaine de Bagnols-sur-Cèze, une agglomération intra-départementale regroupant cinq  communes, dont elle est une commune de la banlieue,,. Par ailleurs la commune fait partie de l'aire d'attraction de Bagnols-sur-Cèze, dont elle est une commune de la couronne,. Cette aire, qui regroupe 30 communes, est catégorisée dans les aires de moins de 50 000 habitants,.

### Occupation des sols
L'occupation des sols de la commune, telle qu'elle ressort de la base de données européenne d’occupation biophysique des sols Corine Land Cover (CLC), est marquée par l'importance des territoires agricoles (61,8 % en 2018), une proportion sensiblement équivalente à celle de 1990 (61,6 %). La répartition détaillée en 2018 est la suivante : 
cultures permanentes (59,9 %), forêts (20,6 %), zones industrielles ou commerciales et réseaux de communication (8,8 %), zones urbanisées (8,1 %), prairies (1,7 %), eaux continentales (0,7 %), zones agricoles hétérogènes (0,2 %). L'évolution de l’occupation des sols de la commune et de ses infrastructures peut être observée sur les différentes représentations cartographiques du territoire : la carte de Cassini (XVIIIe siècle), la carte d'état-major (1820-1866) et les cartes ou photos aériennes de l'IGN pour la période actuelle (1950 à aujourd'hui).

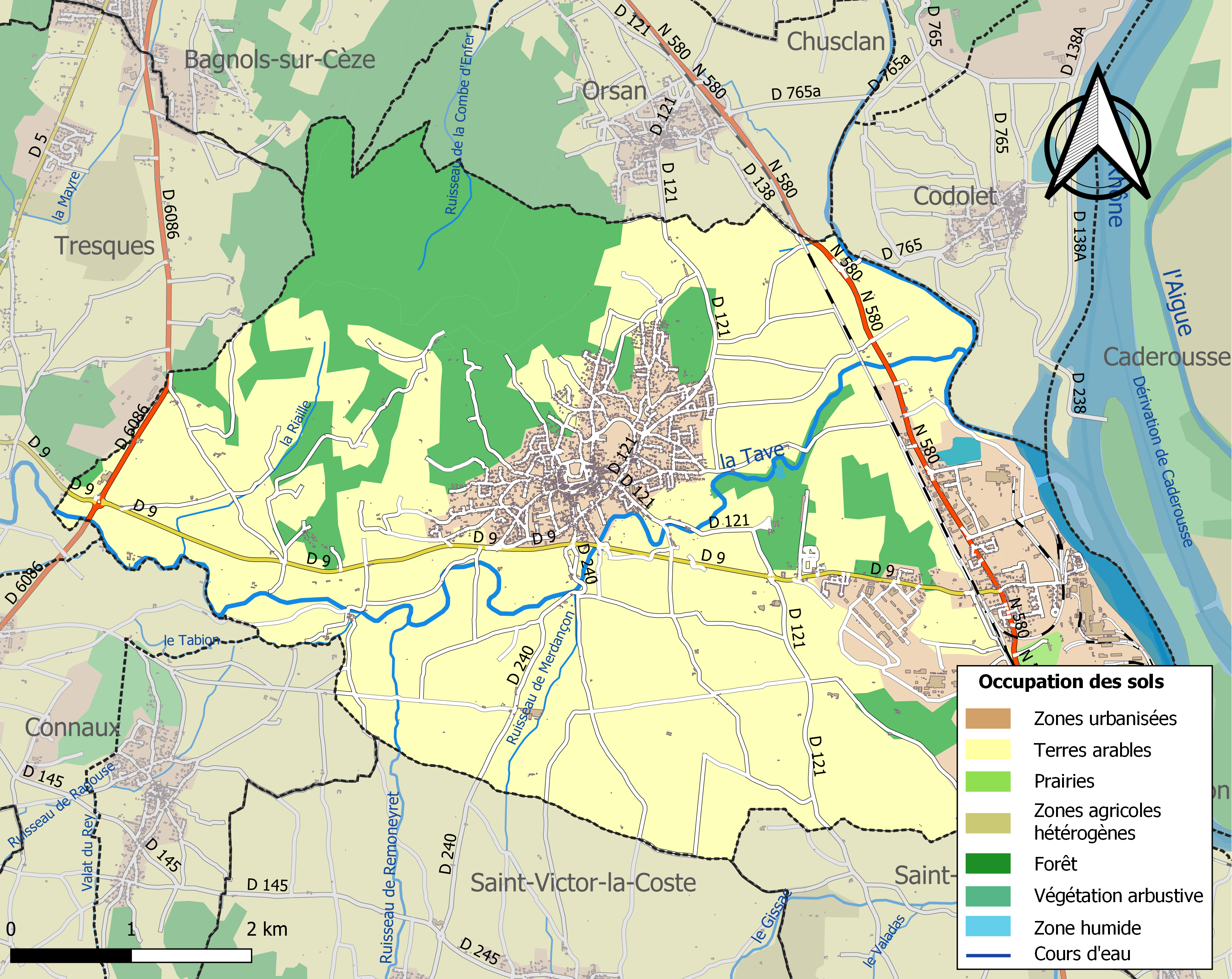
Carte des infrastructures et de l'occupation des sols de la commune en 2018 (CLC).

### Risques majeurs
Le territoire de la commune de Laudun-l'Ardoise est vulnérable à différents aléas naturels : météorologiques (tempête, orage, neige, grand froid, canicule ou sécheresse), inondations, feux de forêts, mouvements de terrains et séisme (sismicité modérée). Il est également exposé à quatre risques technologiques,  le transport de matières dangereuses et  le risque industriel et la rupture d'un barrage et le risque nucléaire, et à un risque particulier : le risque de radon. Un site publié par le BRGM permet d'évaluer simplement et rapidement les risques d'un bien localisé soit par son adresse soit par le numéro de sa parcelle.

#### Risques naturels
La commune fait partie du territoire à risques importants d'inondation (TRI) d'Avignon – plaine du Tricastin – Basse vallée de la Durance, regroupant 90 communes du bassin de vie d'Avignon, Orange et de la basse vallée de la Durance, un des 31 TRI qui ont été arrêtés fin 2012 sur le bassin Rhône-Méditerranée. Il a été retenu au regard des risques de débordements du Rhône, de la Durance, de la Cèze, du Lez (84), de l'Ardèche, de l'Eygues, du Rieu (Foyro), de la Meyne, de l'Ouvèze, des Sorgues, des rivières du Sud-Ouest du mont Ventoux, de la Nesque, du Calavon et de l'Èze. Les crues récentes significatives sont celles d'octobre 1993 (Rhône-Lez), de janvier et novembre 1994 (Rhône, Durance, Calavon, Ouvèze), de décembre 1997, de  novembre 2000, de mai 2008 (Durance), de décembre 2003 (Rhône, Calavon), de septembre 1992 (Ouvèze), de septembre 2002 et de 2003 (Aygue, Rieu Foyro), de septembre 1958, de septembre 1992 (Ardèche), de septembre 1993 (Èze). Des cartes des surfaces inondables ont été établies pour trois scénarios : fréquent (crue de temps de retour de 10 ans à 30 ans), moyen (temps de retour de 100 ans à 300 ans) et extrême (temps de retour de l'ordre de 1 000 ans, qui met en défaut tout système de protection),. La commune a été reconnue en état de catastrophe naturelle au titre des dommages causés par les inondations et coulées de boue survenues en 1982, 1983, 1990, 1992, 1994, 1998, 2002, 2003 et 2011,.

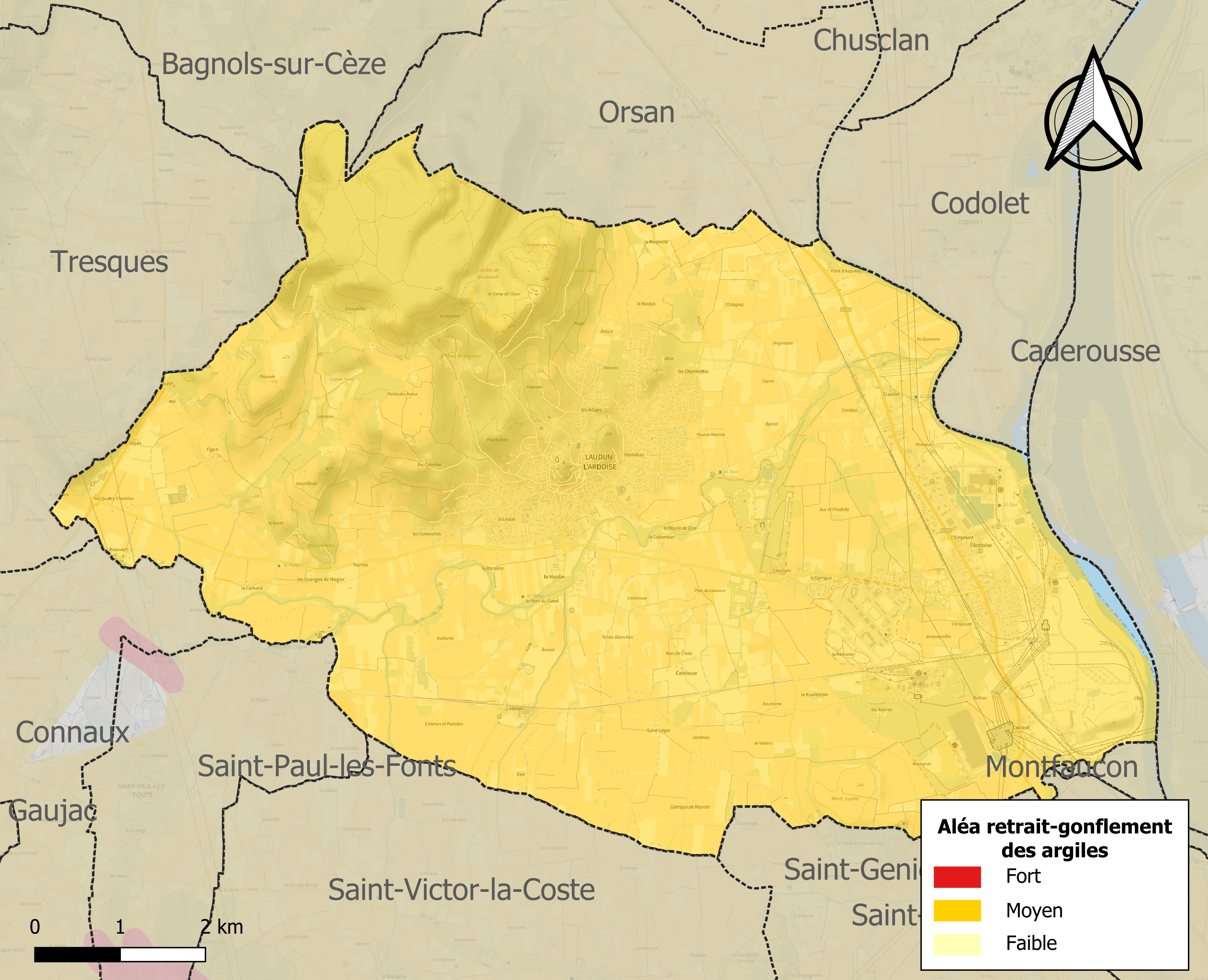
Carte des zones d'aléa retrait-gonflement des sols argileux de Laudun-l'Ardoise.

La commune est vulnérable au risque de mouvements de terrains constitué principalement du retrait-gonflement des sols argileux. Cet aléa est susceptible d'engendrer des dommages importants aux bâtiments en cas d’alternance de périodes de sécheresse et de pluie. 99,9 % de la superficie communale est en aléa moyen ou fort (67,5 % au niveau départemental et 48,5 % au niveau national). Sur les 2 100 bâtiments dénombrés sur la commune en 2019, 2100 sont en aléa moyen ou fort, soit 100 %, à comparer aux 90 % au niveau départemental et 54 % au niveau national. Une cartographie de l'exposition du territoire national au retrait gonflement des sols argileux est disponible sur le site du BRGM,.
Par ailleurs, afin de mieux appréhender le risque d’affaissement de terrain, l'inventaire national des cavités souterraines permet de localiser celles situées sur la commune.
Concernant les mouvements de terrains, la commune a été reconnue en état de catastrophe naturelle au titre des dommages causés par la sécheresse en 2017, 2018 et 2019 et par des mouvements de terrain en 1983.

#### Risques technologiques
La commune est exposée au risque industriel du fait de la présence sur son territoire d'une entreprise soumise à la directive européenne SEVESO.
Le risque de transport de matières dangereuses sur la commune est lié à sa traversée par des infrastructures routières ou ferroviaires importantes ou la présence d'une canalisation de transport d'hydrocarbures. Un accident se produisant sur de telles infrastructures est en effet susceptible d’avoir des effets graves au bâti ou aux personnes jusqu’à 350 m, selon la nature du matériau transporté. Des dispositions d’urbanisme peuvent être préconisées en conséquence.
La commune est en outre située en aval du barrage de Sénéchas, un ouvrage de classe A doté d'un PPI. À ce titre elle est susceptible d’être touchée par l’onde de submersion consécutive à la rupture de cet ouvrage.
La commune étant située dans le périmètre de sûreté autour du site nucléaire de Marcoule, elle est exposée au risque nucléaire. En cas d'incident ou d'accident nucléaire, lors du déclenchement du signal d’alerte, les habitants concernés doivent se confiner (obstruer toutes les entrées d’air - portes, fenêtres, aérations, cheminées -, arrêter la ventilation), se mettre à l’écoute de la radio, s’éloigner des portes et fenêtres, ne pas fumer, ne pas téléphoner, ne pas chercher à rejoindre les membres de sa famille (ils sont eux aussi protégés), ne sortir qu’en fin d’alerte ou sur ordre d’évacuation.

#### Risque particulier
Dans plusieurs parties du territoire national, le radon, accumulé dans certains logements ou autres locaux, peut constituer une source significative d’exposition de la population aux rayonnements ionisants. Certaines communes du département sont concernées par le risque radon à un niveau plus ou moins élevé. Selon la classification de 2018, la commune de Laudun-l'Ardoise est classée en zone 2, à savoir zone à potentiel radon faible mais sur lesquelles des facteurs géologiques particuliers peuvent faciliter le transfert du radon vers les bâtiments.

## Toponymie
Provençal Laudun, du roman Laudum, Lodun, du bas latin Laudunum.
Pour Laudun, on a vraisemblablement affaire à un type toponymique d'origine gauloise qui se compose du théonyme Lugus (c'est-à-dire Lug), dieu gaulois et celtique insulaire, et de l'appellatif celtique très répandu dunon (lire dūnon) « citadelle, enceinte fortifiée ». Le sens global est donc « Forteresse du dieu Lug ». Ce thème se retrouve dans d'autres noms de communes comme Lyon, Laon, Loudun ou Leudon-en-Brie.

## Histoire

### Antiquité
La ville ancienne se situait sur le plateau du Camp de César qui domine la ville nouvelle.

### Moyen Âge
L'histoire de Laudun commence après l'abandon de l'oppidum à la fin du VIe siècle ap. J.-C. Les premiers vestiges du Moyen Age (XIe – XIIe siècles) se découvrent sur la colline Sainte-Foy où demeurent des pans de murs du château féodal. Le bourg s'est ensuite développé vers la plaine avec une deuxième série de fortifications contre lesquelles s'éleva l'église gothique Notre-Dame-la-Neuve (première moitié du XIVe siècle). Laudun, riche commune, était une possession des seigneurs de Laudun. Des moulins installés le long de la Tave témoignent de l'activité économique liée à cette rivière. Toutefois, le bourg a tiré essentiellement sa richesse et sa renommée de la culture de la vigne.
Laudun, ancien vicus gallo-romain, faisait partie de la viguerie de Bagnols et du diocèse d'Uzès, doyenné de Bagnols. C'était, au Moyen Âge, une des petites villes les plus considérables que le diocèse d'Uzès possédât sur les bords du Rhône. À une époque où la sénéchaussée était appauvrie et dépeuplée par toutes sortes de fléaux, en 1384, on y comptait encore 52 feux. Le plateau dit de Saint-Pierre de Castres, qu'on croit avoir été l'emplacement d'un ancien camp romain, est situé en partie dans la commune de Laudun et en partie dans celle de Tresques. On y a trouvé de tout temps, en assez grande quantité, des inscriptions, des armures, des ustensiles, etc. Un seigneur de Laudun, François, échanson du Dauphin qui devint plus tard Louis XI, reçut en 1437 le roi Charles VII de France dans son château de Laudun.

### Époque moderne
Vers la fin du XVIe siècle, cette seigneurie est passée par mariage à la maison de Joyeuse. Le prieur de Notre-Dame-la-Neuve, dont l'église servait au XIXe siècle de paroisse à Laudun, était uni, avant 1790 aux Célestins d'Avignon. L'évêque d'Uzès n'avait droit de collation que pour la vicairie de Notre-Dame et pour le prieuré de Saint-Geniès hors de Laudun, devenu son annexe.
Le XVIe siècle est marqué par l'édification de demeures aux intéressantes façades de style Renaissance. Au XVIIe siècle, la confrérie des Pénitents blancs fait construire sur la colline Sainte-Foy une chapelle qui domine le bourg.

### Révolution française et Empire
En 1789 on compte 428 feux.

### Époque contemporaine
Par décret du 1er février 2001 la commune de Laudun devient Laudun-l'Ardoise.

## Politique et administration

### Liste des maires
| Période                                  | Période          | Identité        | Étiquette                             | Qualité |
| ---------------------------------------- | ---------------- | --------------- | ------------------------------------- | --- |
| 1945                                     | 1947             | Paul Borne      |                                       | |
| 1947                                     | 1953             | Fernand Astier  |                                       | |
| 1953                                     | 1964             | René Belmas     |                                       | |
| 1964                                     | 1983             | Pierre Héraud   |                                       | Directeur d'école |
| 1983                                     | 1989             | Francis Roman   | PS                                    | |
| 1989                                     | 1995             | Christian Prade | Sans étiquette                        | Médecin généraliste |
| 1995                                     | 2014             | Patrice Prat    | PS puis PRG puis MDC puis PS puis DVG | Conseiller en assurances Conseiller général du canton de Roquemaure (2004-2012) Député de la 3e circonscription du Gard de 2012 à 2017 |
| 2014                                     | 12 décembre 2017 | Philippe Pécout | PS puis LREM                          | Fonctionnaire Conseiller départemental                                                                                                 |
| 2018                                     | 24 mars 2018     | Gérard Privat   |                                       | Maire par intérim |
| 24 mars 2018                             | En cours         | Yves Cazorla    | Sans étiquette                        | Ingénieur |
| Les données manquantes sont à compléter. |                  |                 |                                       | |

### Jumelages
Laudun est jumelé avec Carmona en Espagne et Waldsolms en Allemagne.

## Population et société

### Démographie
L'évolution du nombre d'habitants est connue à travers les recensements de la population effectués dans la commune depuis 1793. Pour les communes de moins de 10 000 habitants, une enquête de recensement portant sur toute la population est réalisée tous les cinq ans, les populations de référence des années intermédiaires étant quant à elles estimées par interpolation ou extrapolation. Pour la commune, le premier recensement exhaustif entrant dans le cadre du nouveau dispositif a été réalisé en 2007.

En 2022, la commune comptait 6 673 habitants, en évolution de +7,56 % par rapport à 2016 (Gard : +2,97 %, France hors Mayotte : +2,11 %).
| 1793  | 1800  | 1806  | 1821  | 1831  | 1836  | 1841  | 1846  | 1851  |
| ----- | ----- | ----- | ----- | ----- | ----- | ----- | ----- | ----- |
| 2 000 | 1 843 | 2 067 | 2 193 | 2 260 | 2 221 | 2 226 | 2 343 | 2 394 |

| 1856  | 1861  | 1866  | 1872  | 1876  | 1881  | 1886  | 1891  | 1896  |
| ----- | ----- | ----- | ----- | ----- | ----- | ----- | ----- | ----- |
| 2 289 | 2 370 | 2 338 | 2 187 | 2 119 | 2 213 | 1 992 | 1 959 | 1 866 |

| 1901  | 1906  | 1911  | 1921  | 1926  | 1931  | 1936  | 1946  | 1954  |
| ----- | ----- | ----- | ----- | ----- | ----- | ----- | ----- | ----- |
| 1 815 | 1 744 | 1 725 | 1 563 | 1 613 | 1 388 | 1 417 | 1 571 | 1 709 |

| 1962  | 1968  | 1975  | 1982  | 1990  | 1999  | 2006  | 2007  | 2012  |
| ----- | ----- | ----- | ----- | ----- | ----- | ----- | ----- | ----- |
| 2 820 | 3 968 | 3 664 | 3 759 | 4 408 | 5 127 | 5 361 | 5 388 | 5 978 |

| 2017  | 2022  | - | - | - | - | - | - | - |
| ----- | ----- | - | - | - | - | - | - | - |
| 6 292 | 6 673 | - | - | - | - | - | - | - |

## Économie

### Revenus
En 2018  (données Insee publiées en septembre 2021), la commune compte 2 327 ménages fiscaux, regroupant 5 706 personnes. La médiane du revenu disponible par unité de consommation est de 21 370 € (20 020 € dans le département). 48 % des ménages fiscaux sont imposés (43,9 % dans le département).

### Emploi
|                | 2008   | 2013  | 2018  |
| -------------- | ------ | ----- | ----- |
| Commune        | 7 %    | 7,7 % | 7,7 % |
| Département    | 10,6 % | 12 %  | 12 %  |
| France entière | 8,3 %  | 10 %  | 10 %  |

En 2018, la population âgée de 15 à 64 ans s'élève à 4 175 personnes, parmi lesquelles on compte 78,3 % d'actifs (70,6 % ayant un emploi et 7,7 % de chômeurs) et 21,7 % d'inactifs,. Depuis 2008, le taux de chômage communal (au sens du recensement) des 15-64 ans est inférieur à celui de la France et du département.
La commune fait partie de la couronne de l'aire d'attraction de Bagnols-sur-Cèze, du fait qu'au moins 15 % des actifs travaillent dans le pôle,. Elle compte 3 992 emplois en 2018, contre 3 620 en 2013 et 3 133 en 2008. Le nombre d'actifs ayant un emploi résidant dans la commune est de 2 967, soit un indicateur de concentration d'emploi de 134,5 % et un taux d'activité parmi les 15 ans ou plus de 63,4 %.
Sur ces 2 967 actifs de 15 ans ou plus ayant un emploi, 1 486 travaillent dans la commune, soit 50 % des habitants. Pour se rendre au travail, 69,4 % des habitants utilisent un véhicule personnel ou de fonction à quatre roues, 3,5 % les transports en commun, 8,3 % s'y rendent en deux-roues, à vélo ou à pied et 18,7 % n'ont pas besoin de transport (travail au domicile).

### Activités hors agriculture

#### Secteurs d'activités
456 établissements sont implantés  à Laudun-l'Ardoise au 31 décembre 2019. Le tableau ci-dessous en détaille le nombre par secteur d'activité et compare les ratios avec ceux du département,.
| Secteur d'activité                                                                                        | Commune | Commune | Département |
| Secteur d'activité                                                                                        | Nombre  | %       | %           |
| --- | ------- | ------- | ----------- |
| Ensemble                                                                                                  | 456     | 100 %   | (100 %)     |
| Industrie manufacturière, industries extractives et autres                                                | 60      | 13,2 %  | (7,9 %)     |
| Construction                                                                                              | 84      | 18,4 %  | (15,5 %)    |
| Commerce de gros et de détail, transports, hébergement et restauration                                    | 109     | 23,9 %  | (30 %)      |
| Information et communication                                                                              | 3       | 0,7 %   | (2,2 %)     |
| Activités financières et d'assurance                                                                      | 10      | 2,2 %   | (3 %)       |
| Activités immobilières                                                                                    | 18      | 3,9 %   | (4,1 %)     |
| Activités spécialisées, scientifiques et techniques et activités de services administratifs et de soutien | 76      | 16,7 %  | (14,9 %)    |
| Administration publique, enseignement, santé humaine et action sociale                                    | 61      | 13,4 %  | (13,5 %)    |
| Autres activités de services                                                                              | 35      | 7,7 %   | (8,8 %)     |

Le secteur du commerce de gros et de détail, des transports, de l'hébergement et de la restauration est prépondérant sur la commune puisqu'il représente 23,9 % du nombre total d'établissements de la commune (109 sur les 456 entreprises implantées  à Laudun-l'Ardoise), contre 30 % au niveau départemental.

#### Entreprises et commerces
Les cinq entreprises ayant leur siège social sur le territoire communal qui génèrent le plus de chiffre d'affaires en 2020 sont : 
- Owens Corning Fiberglas France, fabrication de fibres de verre (73 619 k€)
- Poppies Bakeries Laudun, fabrication industrielle de pain et de pâtisserie fraîche (37 903 k€)
- Compagnie Internationale De Maintenance Et D'assistance Techni Q Ue - Cimat, réparation d'ouvrages en métaux (27 347 k€)
- Roumeas TP, travaux de terrassement courants et travaux préparatoires (9 892 k€)
- Laudun Distribution, supermarchés (7 717 k€)

Outre l'apanage touristique avec le Camp de César sur les hauteurs de Laudun, militaire avec le 1er régiment étranger de génie basé à l'Ardoise, ou encore viticole avec son vignoble, la commune de Laudun-l'Ardoise dispose d'une sphère industrielle et fluviale majeure essentiellement concentrée sur la zone industrielle de l'Ardoise qui compte actuellement plus de 3 000 employés.

#### Artisanat et industrie
L'Ardoise est depuis les années 1950 un bastion de l'industrie et notamment de l'industrie sidérurgique. Il a d'ailleurs été marqué en 2004 par la fermeture de ce qui fut des années durant le fleuron de l'économie locale et plus largement du Gard rhodanien, le site du Groupe Arcelor anciennement connu sous le nom d'Ugine Aciers. Cette usine a été l'un des premiers établissements industriels majeurs à avoir vu le jour dans le Gard. Plusieurs fois réorienté dans sa production sidérurgique, ce site est marqué par l'évolution des techniques de production, mais également par les évolutions sociales et salariales du XXe siècle. De son plein essor à sa fermeture, cet établissement qui a recruté près de 3 000 personnes est un véritable symbole industriel français marqué par un effondrement progressif de son activité à partir des années 1970 et une lutte ouvrière accrue jusque dans les années 1990. Démantelé depuis 2011, un musée retraçant l'histoire de l'usine se tient actuellement sur le site.
En ce qui concerne Port l'Ardoise, il est à la fois un port fluvial industriel, et un port fluvial de plaisance, l'ensemble étant géré par la Chambre de commerce et d'industrie de Nîmes-Bagnols-Uzès-Le Vigan.

### Agriculture
La commune est dans la vallée du Rhône, une petite région agricole occupant la frange est du département du Gard. En 2020, l'orientation technico-économique de l'agriculture  sur la commune est la viticulture. 
|               | 1988  | 2000  | 2010  | 2020  |
| ------------- | ----- | ----- | ----- | ----- |
| Exploitations | 164   | 79    | 77    | 51    |
| SAU (ha)      | 1 471 | 1 312 | 1 612 | 1 160 |

Le nombre d'exploitations agricoles en activité et ayant leur siège dans la commune est passé de 164 lors du recensement agricole de 1988  à 79 en 2000 puis à 77 en 2010 et enfin à 51 en 2020, soit une baisse de 69 % en 32 ans. Le même mouvement est observé à l'échelle du département qui a perdu pendant cette période 61 % de ses exploitations,. La surface agricole utilisée sur la commune a également diminué, passant de 1 471 ha en 1988 à 1 160 ha en 2020. Parallèlement la surface agricole utilisée moyenne par exploitation a augmenté, passant de 9 à 23 ha.

#### Produits du terroir
- Vignoble classé Côtes-du-Rhône villages AOC.

## Culture locale et patrimoine

### Édifices civils

#### Camp de César

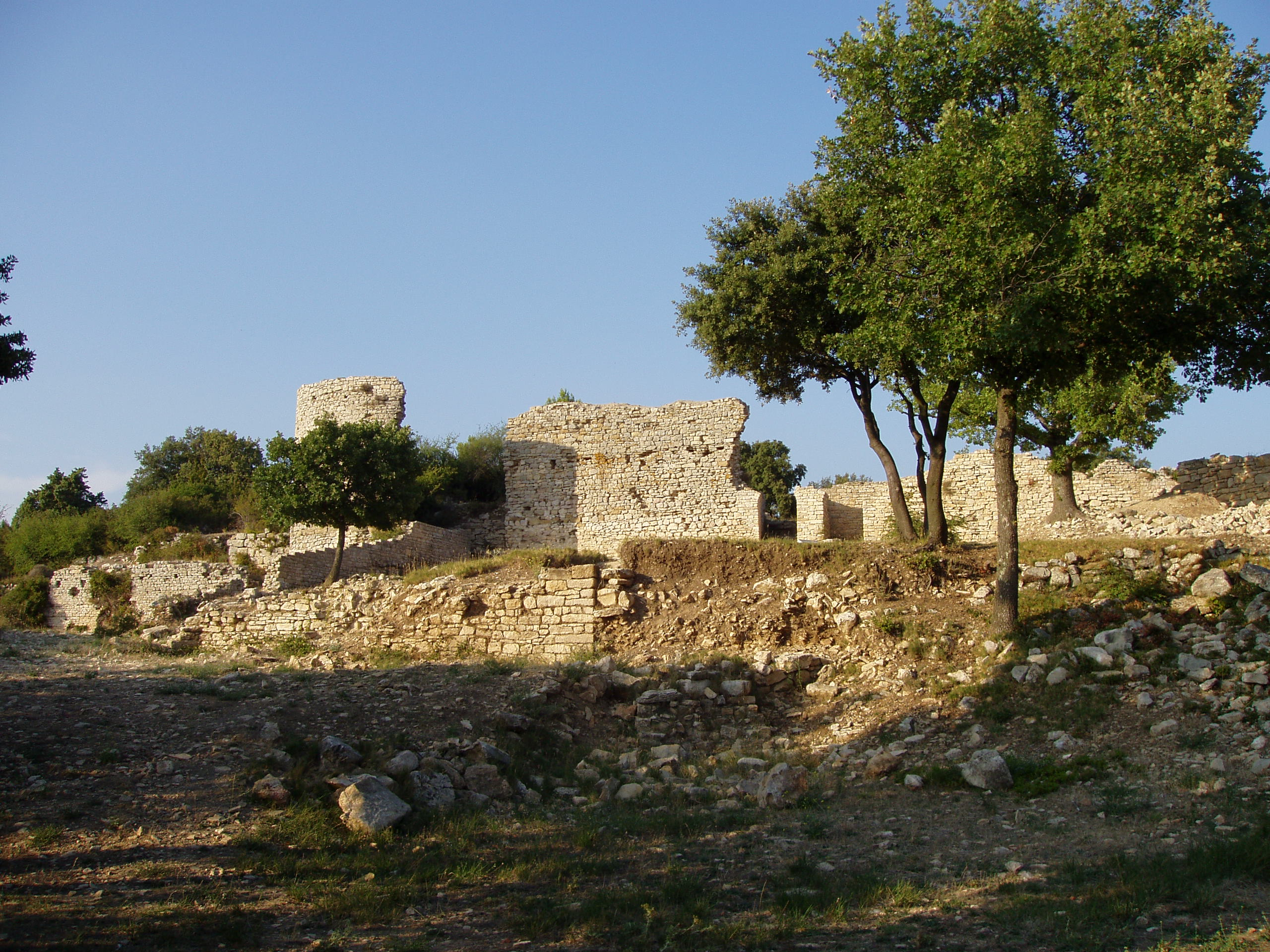
Le camp de César.

Le camp de César est une ville antique de 18 hectares dominant le couloir rhodanien ainsi que le confluent des vallées de la Cèze et de la Tave. Le site est occupé à partir de l'Âge du fer (Ve siècle av. J.-C.) jusqu'à l'Antiquité tardive. De nombreuses traces d'habitations antiques composent le lieu-dit de Saint-Jean-de-Rouzigues qui domine Orsan.

#### Aqueduc de Balouvière

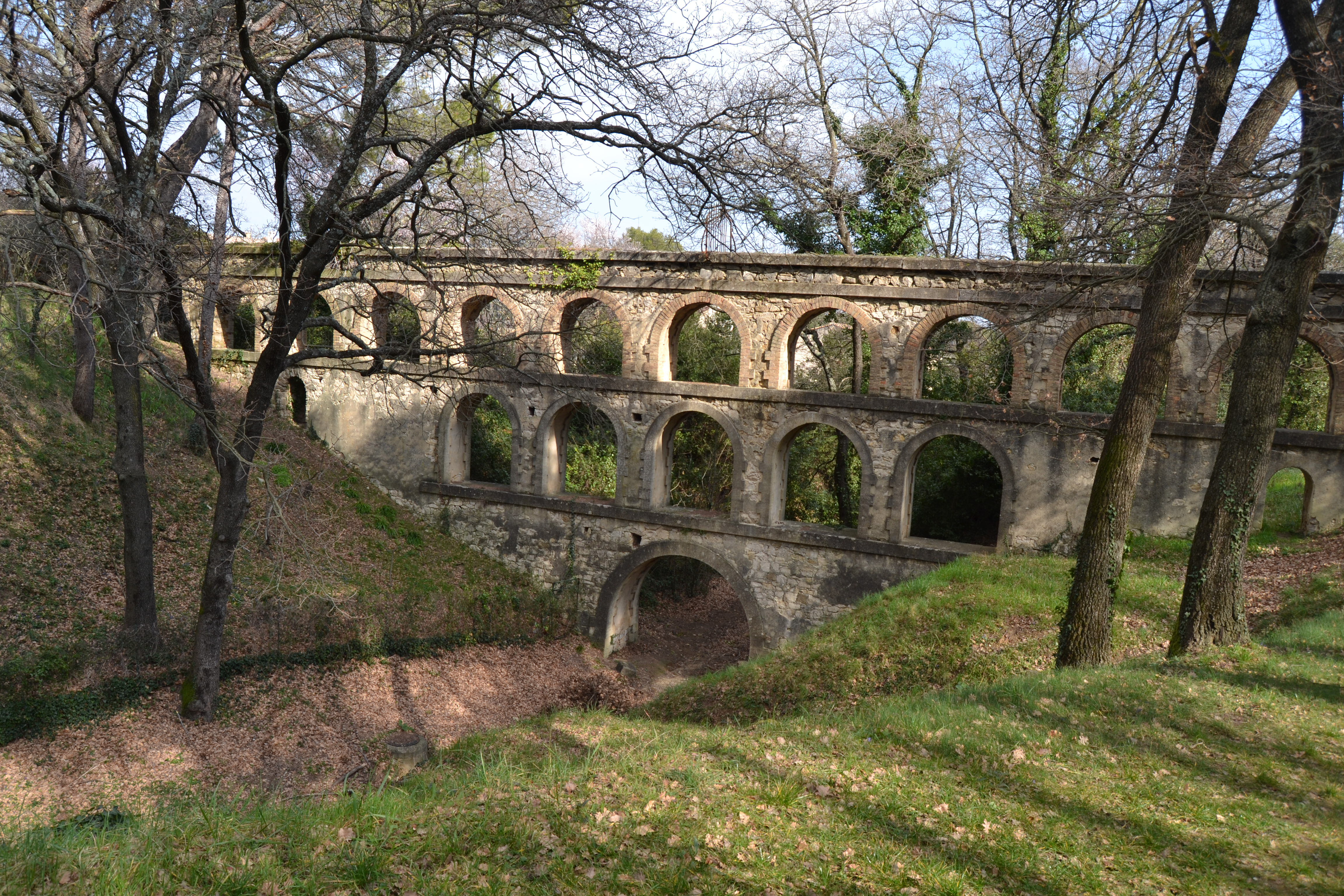
L'aqueduc de Balouvière.

Ce monument qui rappelle dans son architecture celle du pont du Gard, a été construit en 1870 pour l'alimentation du village de Laudun en eau de source. Le captage, situé au nord du Camp-de-César, dans la combe de Roubaud, parvenait jusqu'au village à travers un petit aqueduc souterrain, dont certaines parties sont encore visibles. L'eau passant ensuite sur l'aqueduc de Balouvière aboutissait dans un vaste réservoir situé sur la colline de Sainte-Foy. L'eau alimentait ainsi les fontaines et les abreuvoirs du village.
L'édifice d'une longueur de 76 m, est construit en calcaire et en briques. Il présente à sa base une arche unique, enjambant le ruisseau de Balouvière. Une série de 5 arches de taille moyenne compose le premier niveau, tandis qu'un ensemble de 18 petites arches marque le deuxième niveau. La canalisation recouverte de dalles est disposée sur cette dernière. L'aqueduc semble avoir fonctionné jusqu'au milieu du XXe siècle.

#### Château de Lascours
Inscrit MH (1980) Classé MH (2008)
Dans la vallée de la Tave à la croisée d'anciens chemins, ce château est probablement d'origine carolingienne. Reposant sur des pilotis, il est le seul dans le département du Gard à être entouré de douves en eau vive. Durant la période médiévale, la bâtisse est la résidence secondaire des seigneurs de Laudun. Il fut la propriété des ducs de Joyeuse, de Guise et des marquis de Brancas. La tradition rapporte que la jeune reine de France, Marie Stuart, y serait venue rendre visite à son cousin de Laudun. Le cardinal François de Joyeuse, archevêque de Narbonne, grand ami d'Henri IV et parrain de Louis XIII, le fit entièrement réaménager et fit réaliser notamment la salle des États Généraux du Languedoc. Gabrielle de Brancas, la Dame à la Rose, empoisonnée dit-on par son mari avec une fleur saupoudrée d'arsenic, hante les soixante pièces du château. Musique à Lascours,  créé en 1982 par Jacqueline Gurnari, investissait il y a quelques années encore les vastes espaces de la grande demeure qu'elle avait restaurée.

#### Château de Bord
Dominant la plaine de la Tave au sommet d'une petite colline à 175 m d'altitude, détachée du plateau de Lacau, le château de Bord ne présente plus que quelques traces de ce qui devait être un édifice défensif. En 1211, le roi Philippe Auguste reconnaît les droits de l'évêque d'Uzès sur le château, qui avait dû être construit entre le XIe et le XIIe siècle. Le monument fut en partie détruit par les protestants au cours des guerres de Religion.

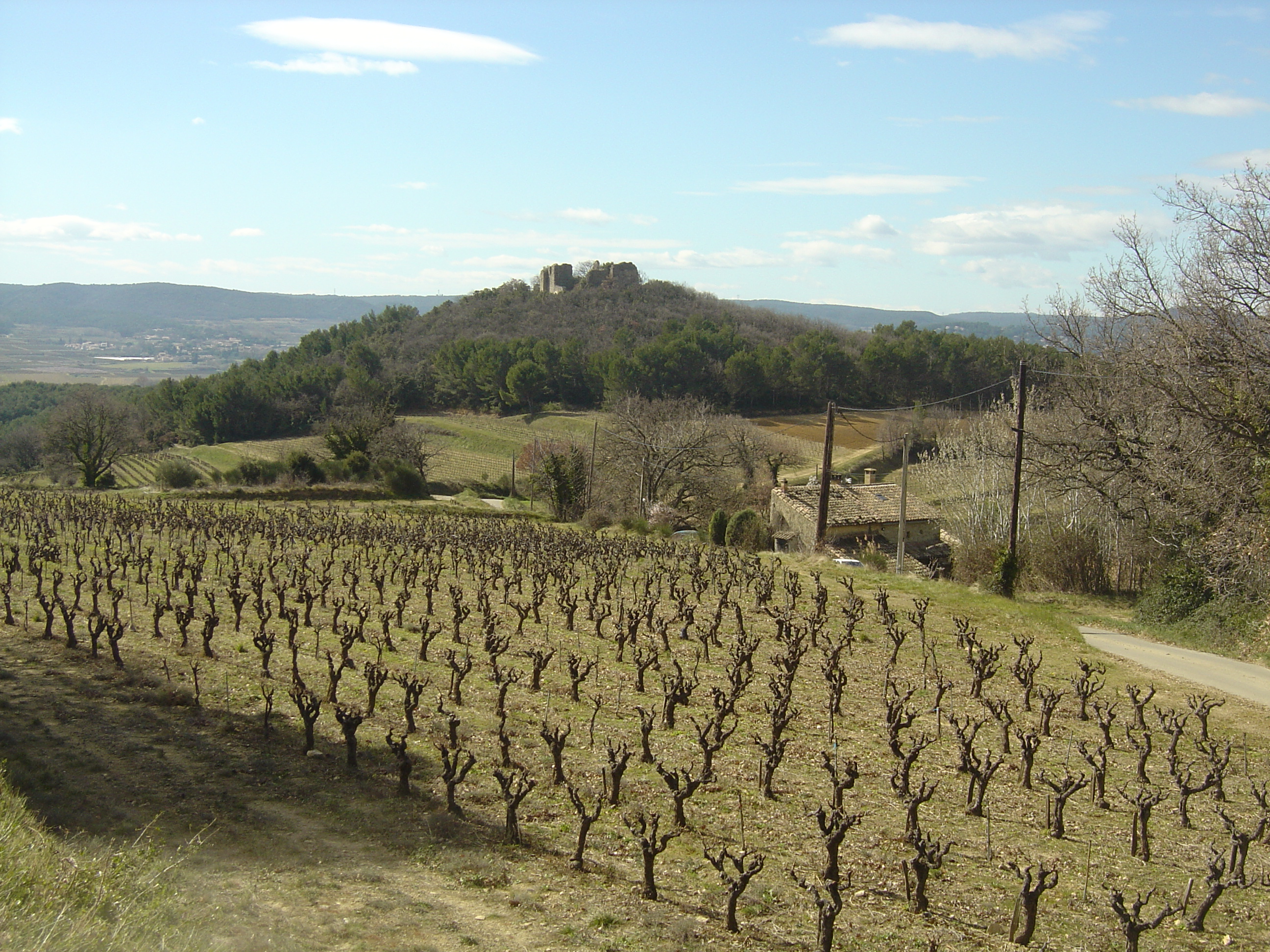
Château de Bord
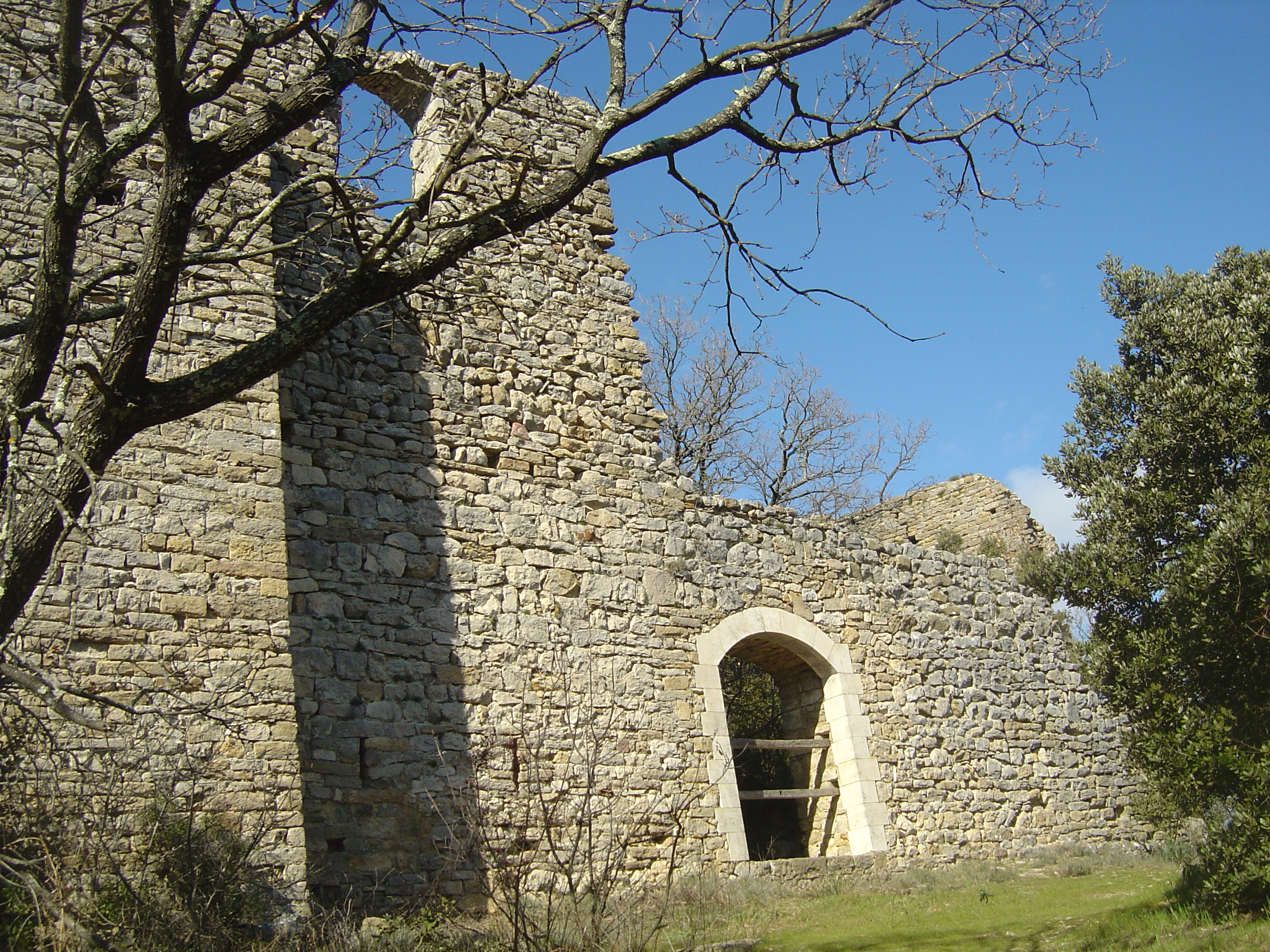
Entrée du château en ruine

### Édifices religieux
- Église Notre-Dame-et-Saint-Genest de l'Ardoise.
- Chapelle des religieuses de Saint-Charles de Laudun-l'Ardoise.
- Chapelle Sainte-Foy de Laudun-l'Ardoise.
- Chapelle ruinée de Saint-Jean de Rouzigue.

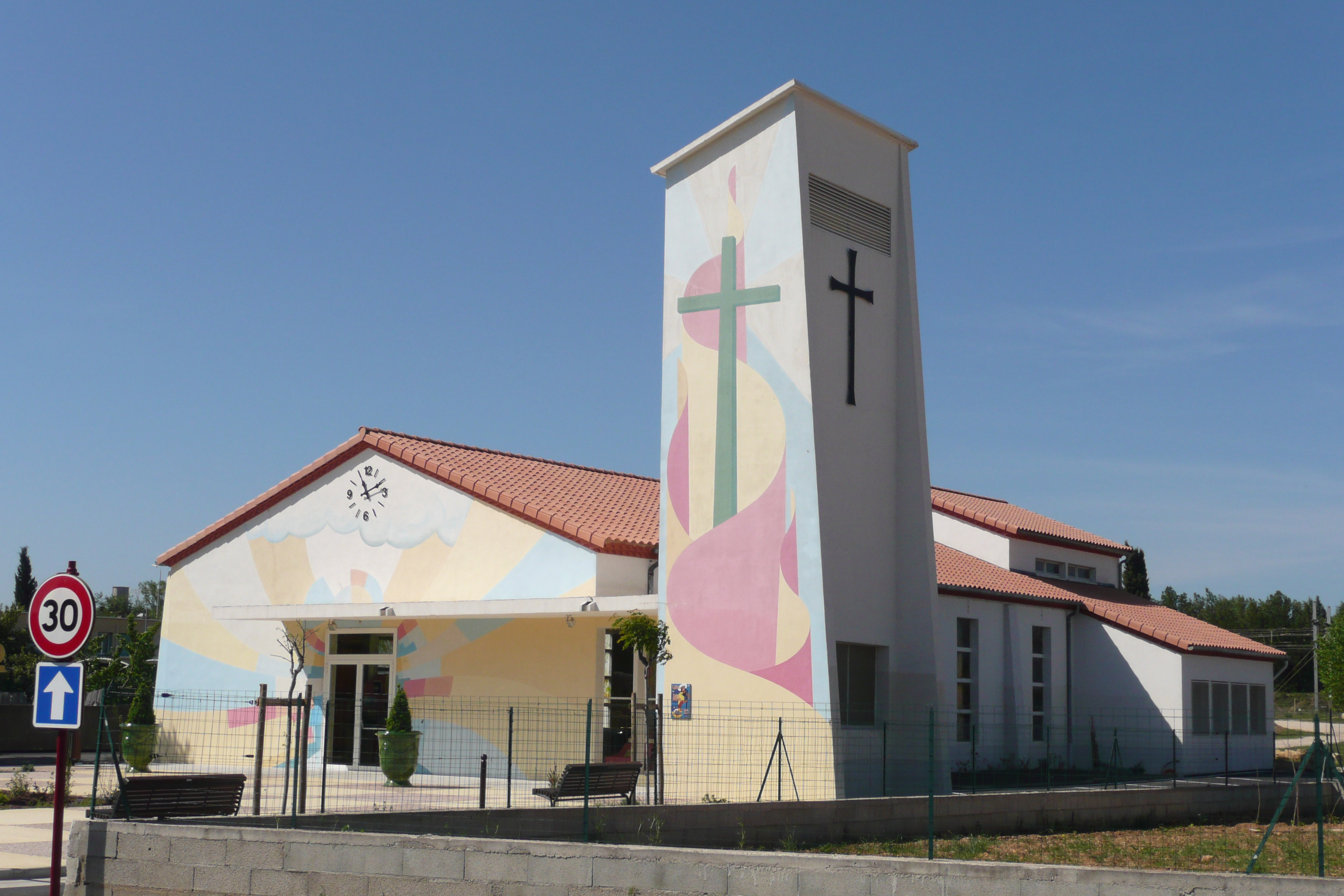
Église Notre-Dame-et-Saint-Genest de l'Ardoise
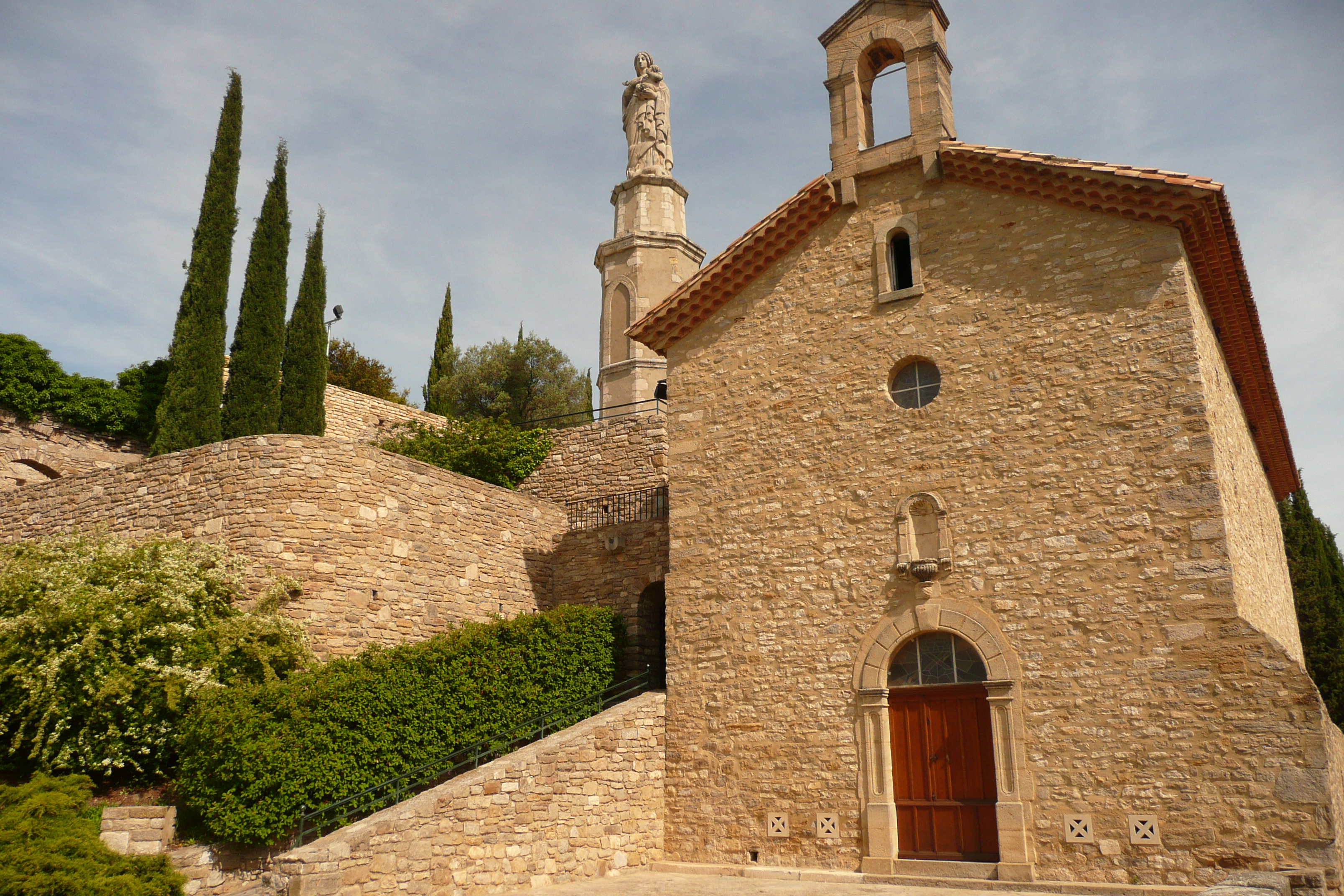
Chapelle Sainte-Foy de Laudun-l'Ardoise.
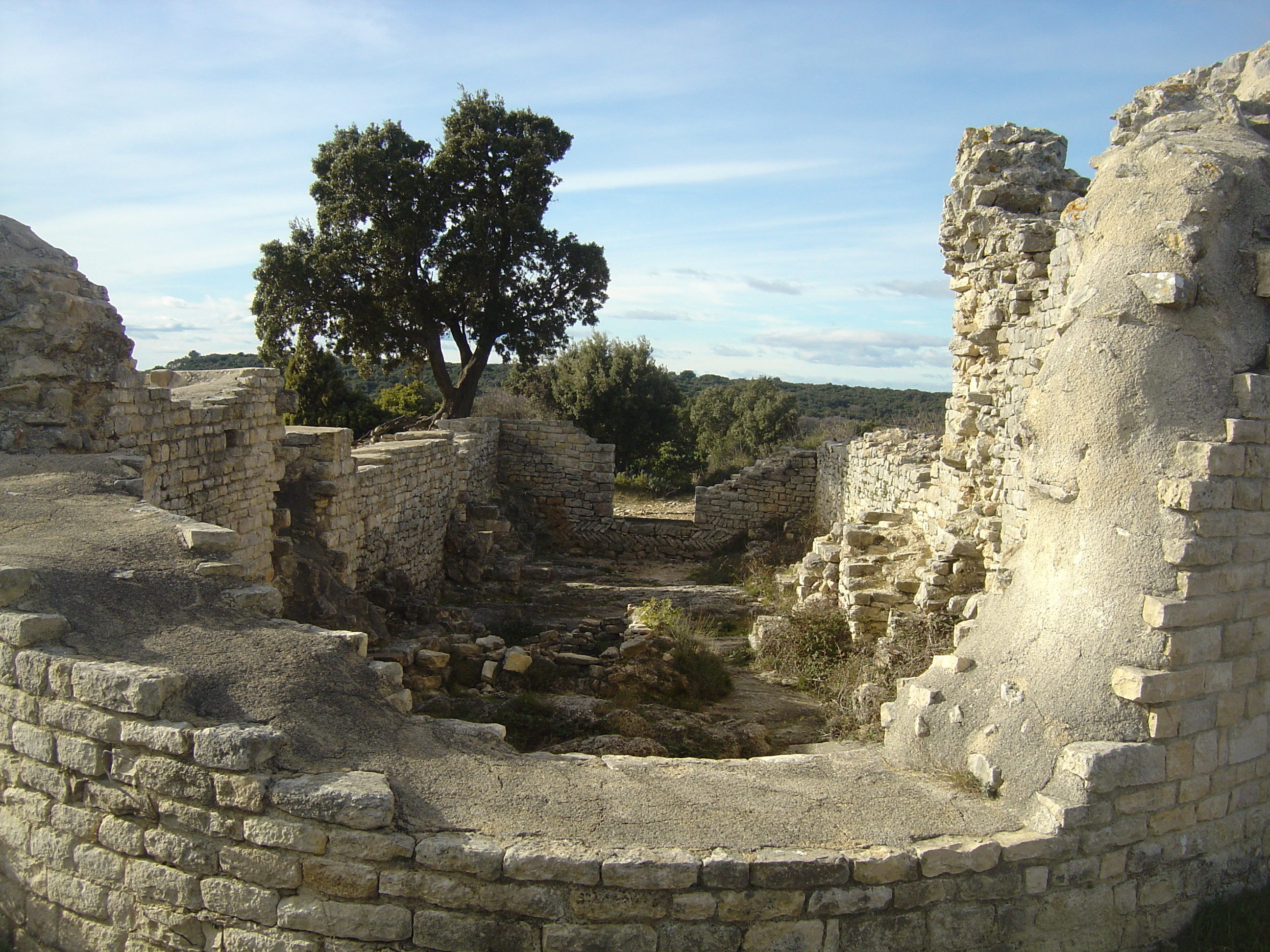
Ruines de la chapelle romane de Saint-Jean de Rouzigue, datant probablement du début du XIe siècle. Elle était appelée au début chapelle Saint-Jean de Todon. Elle est à environ 255m d'altitude sur le plateau de Lacau, non loin du Camp de César.

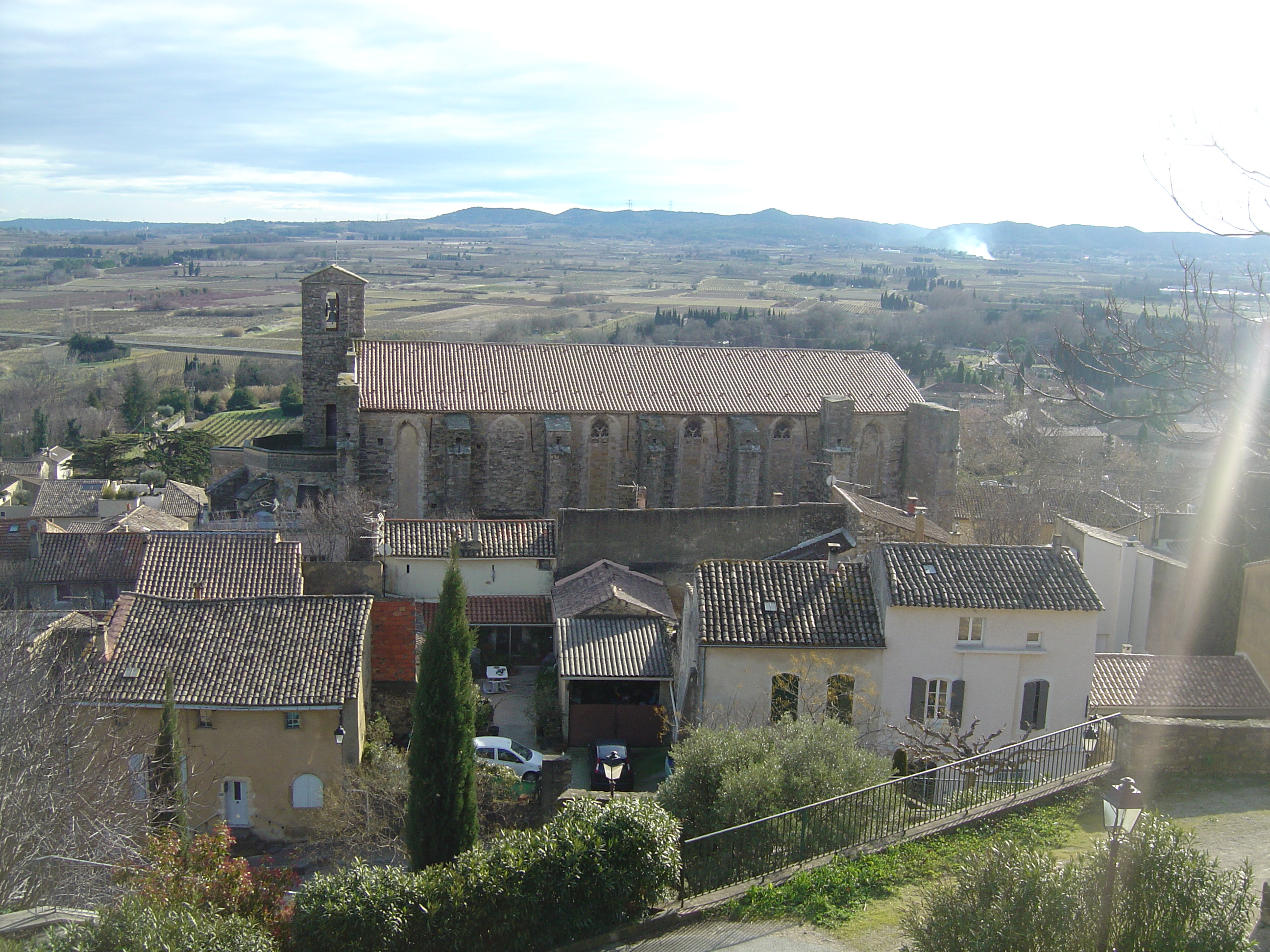
Église Notre-Dame-la-Neuve de Laudun-l'Ardoise

#### ÉgliseNotre-Dame-la-Neuve de Laudun-l'Ardoise.
Construite au XIVe siècle, de type gothique méridional, succédant à l'église romane Saint-Geniès, cet édifice possède les principales caractéristiques du style gothique méridional, à savoir une nef unique flanquée de trois chapelles latérales se terminant par un chœur plus étroit. La vision du monument présente un aspect massif qui lui confère également un rôle défensif, vis-à-vis des remparts du bourg médiéval. La construction de l'église paroissiale Notre-Dame-la-Neuve fut achevée vers 1352, après quelques années de travaux. La voûte de la nef a été remplacée une première fois par une charpente durant la première moitié du XVIIIe siècle, et finalement en 1965 par une charpente métallique après un violent incendie causé par la foudre. Malgré l'absence de voûtes, le volume du vaisseau central qui se divise en six travées laisse une vaste perspective. Le monument s'étage sur trois niveaux. La face sud (niveau inférieur), composée de grandes fenêtres rythmées par de puissants contreforts et dégagée de toute construction, permet d'admirer l'édifice dans son ensemble. La tour-clocher, qui s'appuie à l'angle sud-est de l'église a servi de tour de défense (présence de meurtrières), tout comme le chevet polygonal à l'est qui présente encore sur un des contreforts les traces d'une petite échauguette. Le grand portail, actuellement entrée unique de l'église, présente une série de voussures retombant sur de fines colonnettes ornées de chapiteaux feuillagés. Le linteau sur la porte d'entrée conserve les traces d'une litre funéraire, peinture placée sur le pourtour de l'église après la mort d'un seigneur.

#### ChapelleSaint-Génièsde Laudun-l'Ardoise.

Chapelle Saint-Géniès de Laudun-l'Ardoise
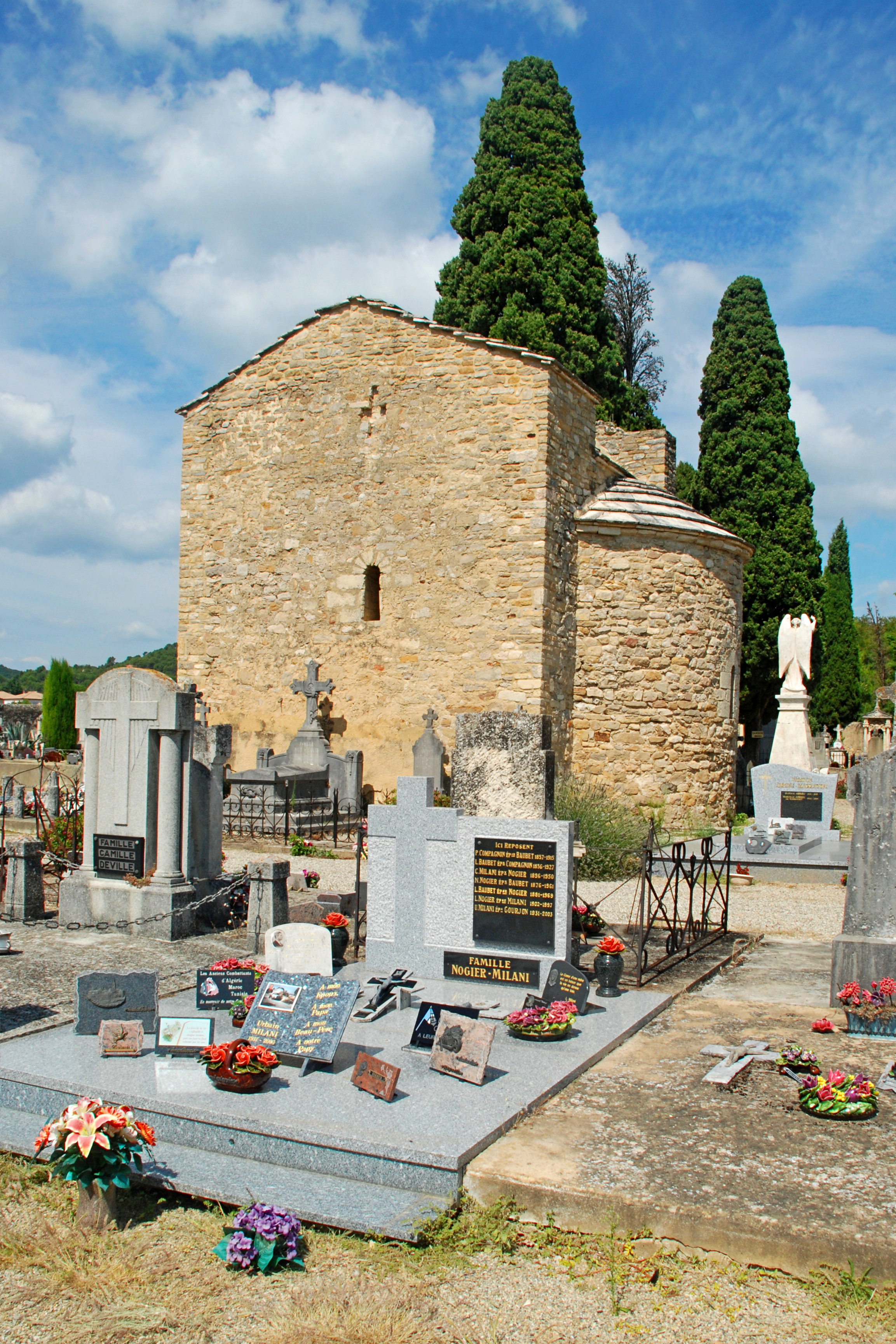
La façade vue du sud.
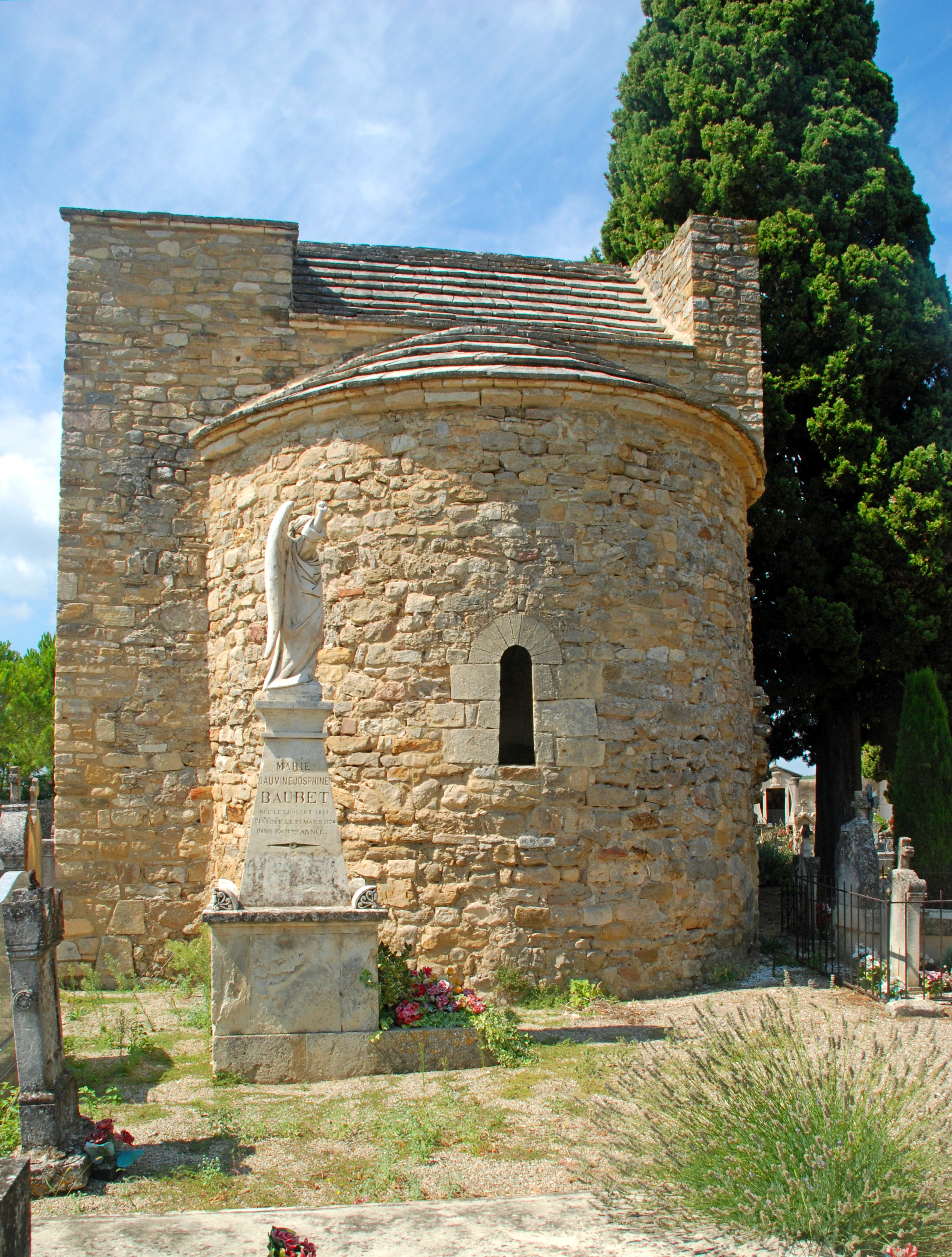
La chapelle vue de l'est.
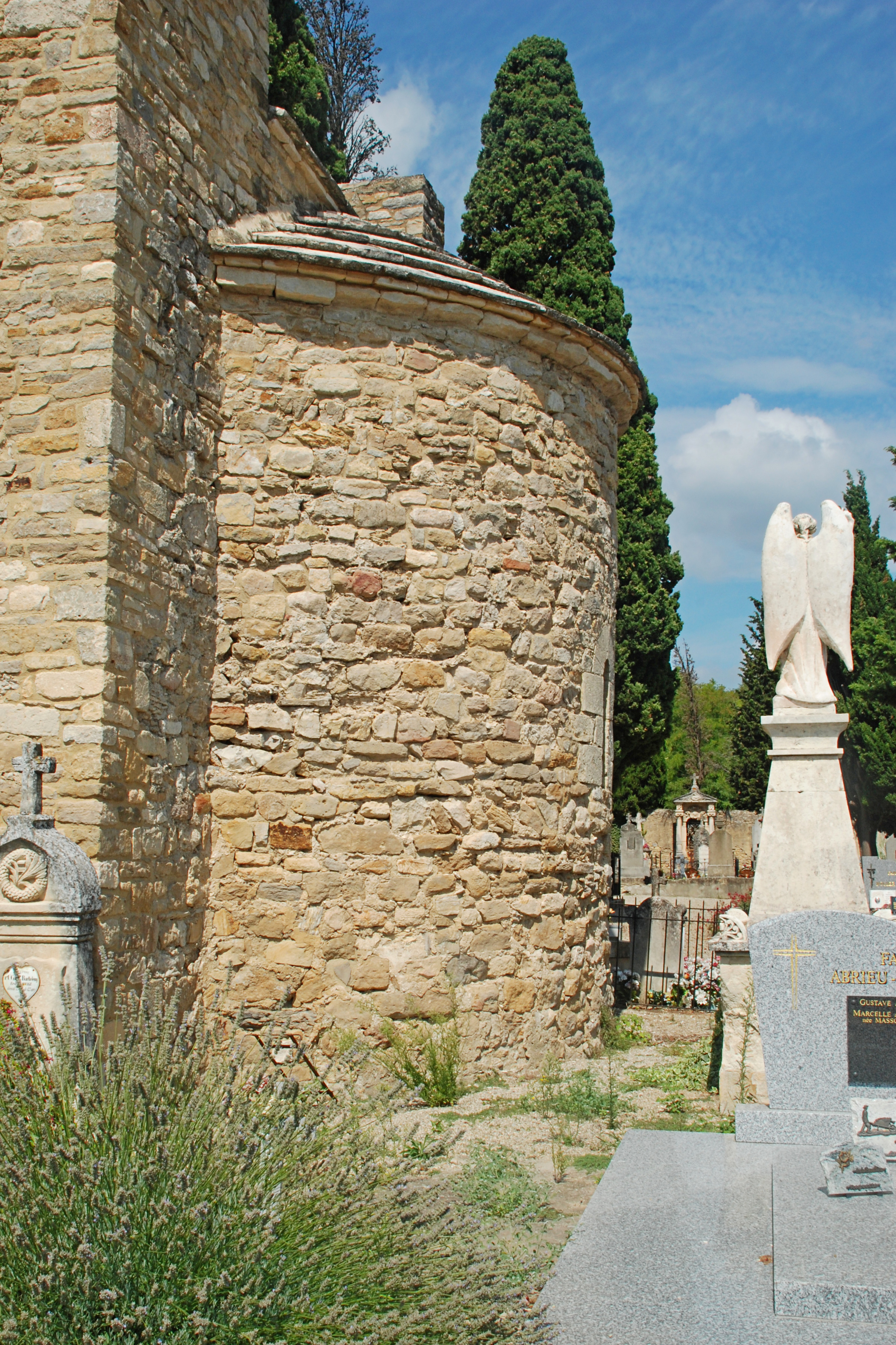
L'abside.
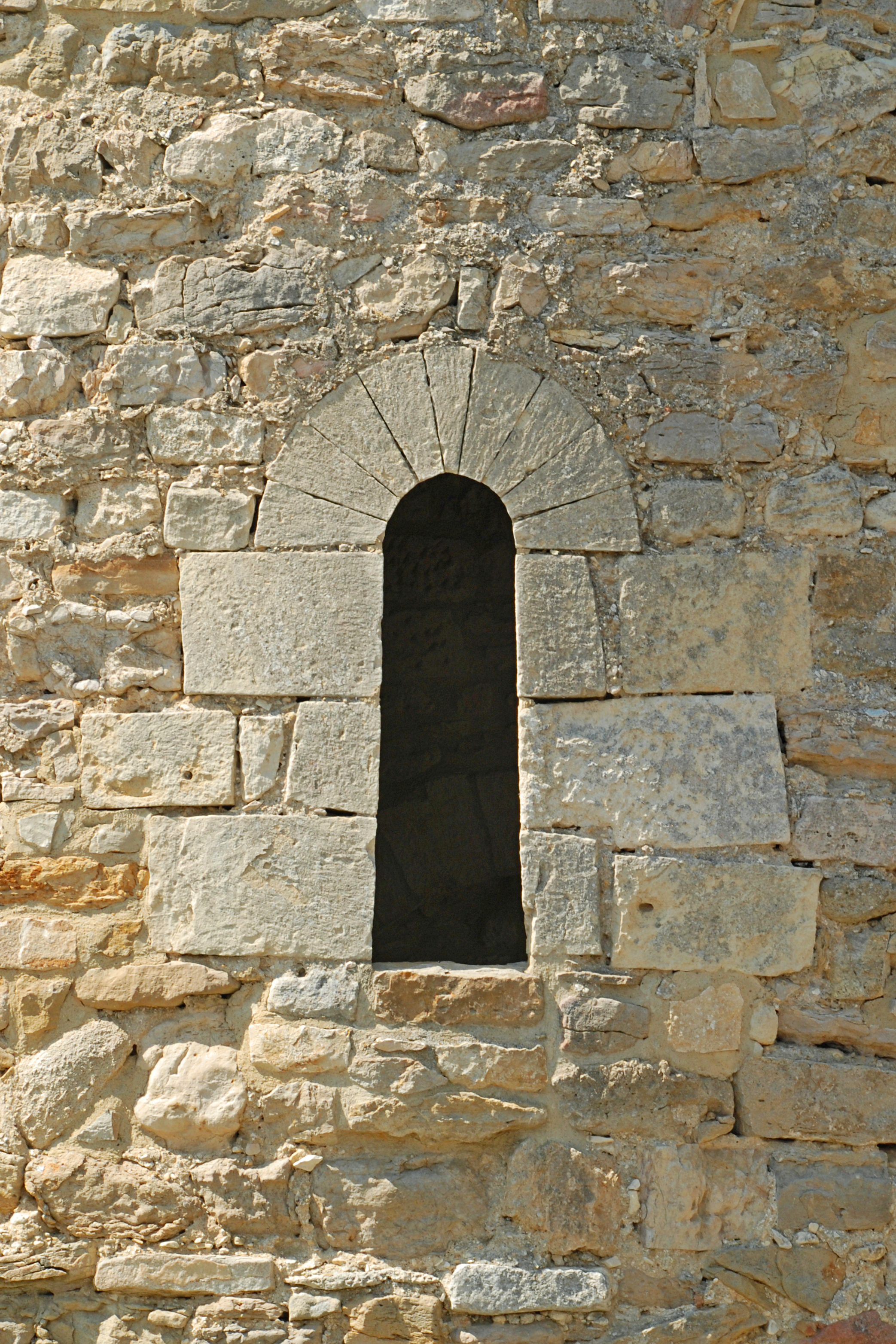
Baie de l'abside.

### Patrimoine culturel

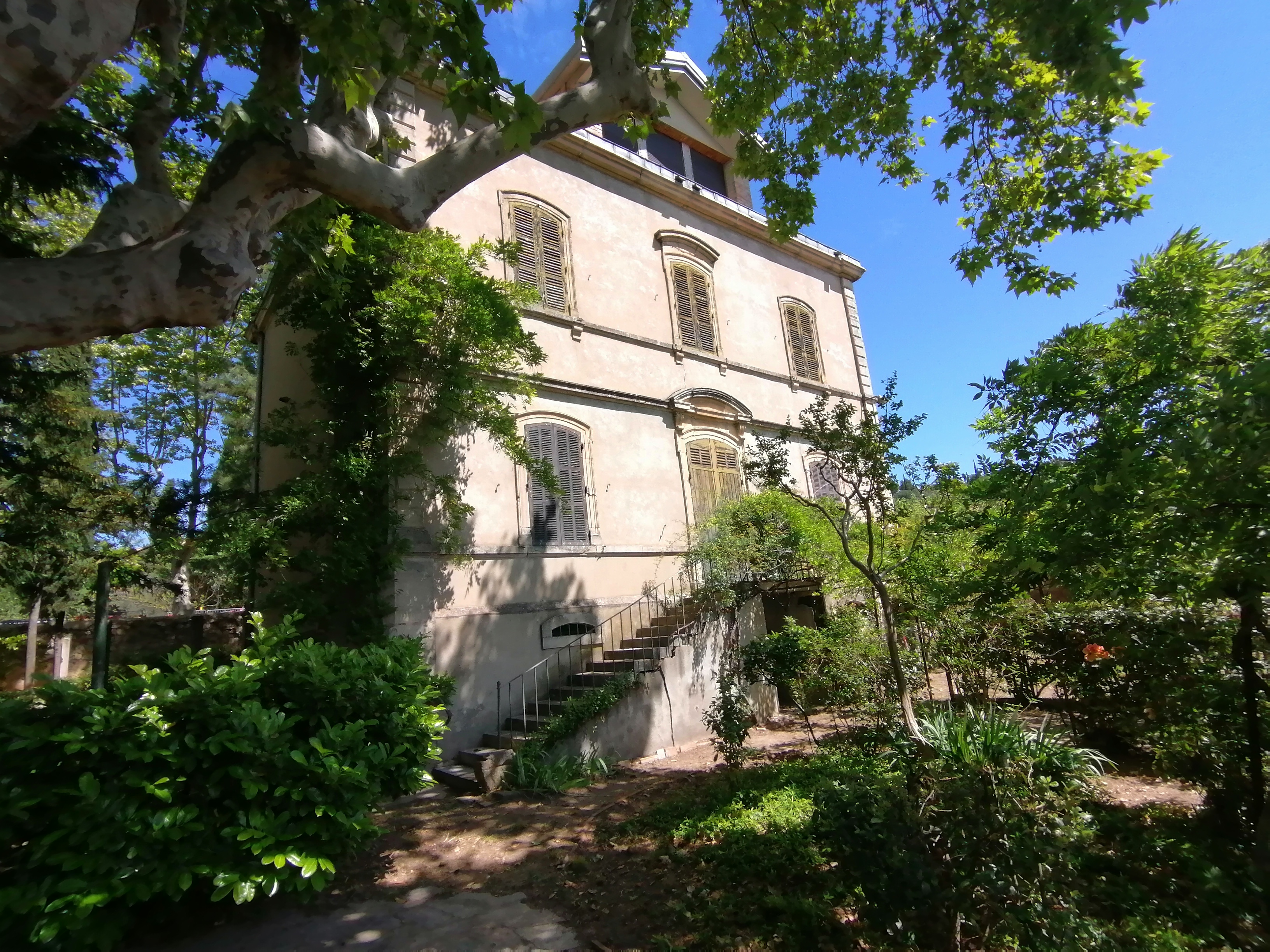
Ancienne maison du peintre Albert André

### Académie de Lascours
L'Académie de Lascours a été fondée en 1988 au château de Lascours.

### Personnalités liées à la commune
- Albert André, peintre, y est mort en 1954.
- Malik Bentalha, humoriste français, d'origine algérienne et marocaine, connu pour participer au Jamel Comédie Club.
- Jacqueline Bret-André, y est morte en 2006.
- Hyacinthe Carmes de Labruguière, militaire et homme politique.
- Félix Devaux (1873- 1921), sculpteur et architecte, fit de la commune sa légataire.
- Pierre Martinet (1848-XXe siècle), fondateur de l'anarchisme individualiste.
- Louis Peyret (1881-1933), ingénieur aéronautique français, est né le 23 mars 1881 à Laudun.
- Patrice Prat.

## Héraldique
| Blason de Laudun-l'Ardoise | Blason  | D'azur au sautoir (alias : sautoir alésé) d'or, au lambel de gueules brochant en chef. |
| Blason de Laudun-l'Ardoise | Détails | Le statut officiel du blason reste à déterminer.                                       |